# Antje Herden

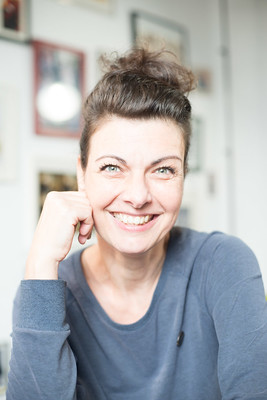
Antje Herden (2018)

Antje Herden (* 1971 in Magdeburg) ist eine deutsche Schriftstellerin.

## Leben
1983 verließ ihre Familie die Deutsche Demokratische Republik (DDR)  mit Hilfe eines Ausreiseantrages und zog nach Darmstadt in Westdeutschland. Nach dem Abitur reiste sie zwei Jahre lang als Fotomodell um die Welt und lebte in Wien, Kapstadt, Miami, London und Barcelona. 1994 begann sie mit einem Architekturstudium, das sie nach 24 Semestern für das Schreiben abbrach. In diesen 12 Jahren lagen eineinhalb, die sie surfend in Kalifornien verbrachte.
2003 unternahm Antje Herden die ersten literarischen Schritte, beispielsweise als Finalistin des German National Poetry Slams 2003. Angeregt vom befreundeten Schriftsteller Jan Off entschloss sie sich, ein Leben als Autorin zu wagen. Es erschienen ein Roman und ein Erzählband. Schließlich entdeckte sie das Schreiben für Kinder und Jugendliche. Seit 2010 arbeitet Antje Herden hauptberuflich als Autorin und Redakteurin.
Antje Herden hat zwei Kinder (geboren 1998 und 2001).

## Auszeichnungen
für Letzten Donnerstag habe ich die Welt gerettet
- Leipziger Lesekompass[2]
- die besten 7[3]

für Keine halben Sachen
- 2019: Peter-Härtling-Preis
- 2020: Nominierung für den Deutschen Jugendliteraturpreis[4]
- KIMI-Siegel[5]

für Korianderkuss
- 2025: Saarländischer Kinder- und Jugendbuchpreis[6]

## Werke (Auswahl)
- Letzten Montag habe ich das Böse besiegt (ab 9 Jahre), Tulipan Verlag 2013, ISBN 978-3-86429-153-1
- Letzten Mittwoch habe ich die Zukunft befreit (ab 9 Jahre), Tulipan Verlag 2014, ISBN 978-3-86429-199-9
- Letzten Donnerstag habe ich die Welt gerettet, Tulipan, ISBN 978-3-939944-82-9
- Julia und die Stadtteilritter (ab 9 Jahre), Tulipan Verlag 2014, ISBN 978-3-86429-186-9
- Wir Buddenbergs (3 Bände, ab 8 Jahre), Fischer Verlag 2018–2019, ISBN 978-3-7373-4109-7
- Keine halben Sachen (ab 14 Jahre), Beltz Verlag 2019, ISBN 978-3-407-81257-5
- Waena – Der Ruf der Brandung (ab 12 Jahre), Dragonfly Verlag 2020, ISBN 978-3-7488-0029-3
- Parole Teetee (ab 9 Jahre), Tulipan Verlag 2020, ISBN 978-3-86429-483-9
- Sydney Love (ab 14 Jahre), Arena Verlag 2022, ISBN 978-3-401-60571-5
- Korianderkuss (ab 12 Jahre), Tulipan Verlag 2024, ISBN 978-3-8642-9641-3